# ウインズ京都
ウインズ京都（ウインズきょうと）は、京都府京都市東山区にあるWINS（場外馬券売場）の一つである。

## 概要
花見小路通に面しており、隣に祇園甲部歌舞練場があることから週末は周辺が大変混雑している。そのためストップ!マイカーというキャンペーンを行っている。祇園の舞妓、歌舞練場の客、外国人観光客と競馬新聞などを持った競馬ファンの組み合わせを見られるのは全国でも数少ない。

## アクセス
- 京阪電鉄・祇園四条駅から徒歩10分
- 阪急電鉄・京都河原町駅から徒歩12分
- オートバイ、自転車をそれぞれ約400台収容できる無料駐輪場を完備している

## 発売・払戻期間

### 開催日
- 発売：原則として9時から（前日発売は17時まで）
- 払戻：原則として17時まで

### 非開催日
- 払戻業務のみ10時から16時まで（毎週月・火曜日、年末年始、祝日、振替休日は休務日）

## 発売単位
- 現在は100円単位で販売されている。

なお2008年7月19日からの全レース3連単発売以降も、ウインズ京都はこれまでどおり後半4レースおよび前日発売のみの発売となっていたが、2008年9月13日以降は全レースでの発売に緩和されている。またGI競走施行日は1,000円単位（単勝・複勝・3連単は100円単位）であったが、これも緩和された。
また2018年2月24日以前は500円以上100円単位（単勝・複勝・3連単は100円単位)、2018年2月24日から2019年9月14日までは300円以上100円単位（単勝・複勝・3連単は100円単位）だった。

## 発売レース
- 全レース発売

以前は京都、阪神、夏の中京、小倉は全レース。それ以外は原則として後半4レースを発売であった。